# Steropodontidae
Steropodontidae é uma família de monotremados fósseis do Cretáceo Inferior da Austrália. Compreende dois gêneros, Steropodon e Teinolophos, cada um com uma espécie, cujos molares apresentam muitas características em comum.